# Ermanno Benocci
Ermanno Benocci (n. 25 iunie 1930, Sorano, Toscana, Italia – d. 26 aprilie 2004, Sorano, Toscana, Italia) a fost un politician italian.